# 捷克藍草
捷克藍草（Czech Bluegrass）是一種以捷克曲風詮釋的藍草音樂，二十世紀中期時發源於美國東南部。然而，捷克藍草不只是單純的模仿捷克音樂，它並融入了美國當地的音樂風格，形成了一種獨特的藍草樂。

## 相關網站
- Bluegrassová Asociace Ceská Republika（包含樂團與節慶的連結） （页面存档备份，存于）
- 歐洲藍草音樂公會 （页面存档备份，存于）
- 布拉格藍草音樂的長期窘境